# Who Fucked the Dj?
Who fucked the DJ? (lett. "chi ha fottuto il DJ?") è un album musicale del DJ italiano Joe T Vannelli.

## Tracce

### CD 1
1. Joe T Vannelli Project feat. Helen & Terry - He Is Your Friend
2. Eartha Kitt - Where Is My Man (Joe T Vannelli Attack Mix)
3. Bobby Brown - My Prerogative (Joe T Vannelli Light Mix)
4. Mark Morrison - Return Of The Mack (Joe T Vannelli Light Mix)
5. Joe T Vannelli Project feat. Vlynn - Do You Fell What I'm Feeling
6. Joe T Vannelli featuring Csilla - Voice In Harmony
7. Robert Miles - Full Moon (Joe T Vannelli Light Mix)
8. CO*BRA - The Key (Joe T Vannelli Rmx)
9. Joe T Vannelli Project feat. Alison Limerick - Never Knew
10. Joe T Vannelli Project feat. Philypo - Nitebush
11. Joe T Vannelli Project feat. Mijan - Do You Love Me
12. Joe T Vannelli Feat. Csilla - Fantasy

### CD 2
1. Joe T Vannelli Feat. Janice Robinson - Children
2. Joe Roberts - Come Together (Joe T Vannelli City Light Mix)
3. Space 2000 - Do You Wanna Funk? (Joe T Vannelli Light Mix)
4. Jasper Street co. - He's Alright (Joe T Vannelli Rmx)
5. Nathan G pres. Lucky Charm feat. Chance - Better Way (Joe T Vannelli Rmx)
6. Joe T Vannelli Project feat. Vlynn - Don't Bring Me Down
7. Joe T Vannelli Feat. Csilla - Play With The Voice (Joe T Vannelli Free Voice Mix)
8. Joe T Vannelli Project feat. Helen Bruner & Terry Jones - Stand Up
9. Joe T Vannelli Project feat. Harambee - Sweetest Day Of May
10. Joe T Vannelli VS. Thelma Houston - Don't Leave Me This Way
11. Joe T Vannelli Project feat. Helen & Terry - He Is Your Friend (Original R&B Vrs.)